# Unione dei comuni dei Tre Colli
L'Unione dei comuni dei Tre Colli è un'unione di comuni della Toscana, in provincia di Arezzo, formata dai comuni di Laterina e Pergine Valdarno.

## Storia
L'Unione dei comuni dei Tre Colli nasce nel 2012 per la volontà dei Comuni di Bucine, Laterina e Pergine Valdarno.
Nel 2016 Bucine esce dall'Unione che il 30 settembre dello stesso anno deciderà per la sua stessa estinzione.